# Frisco (Utah)

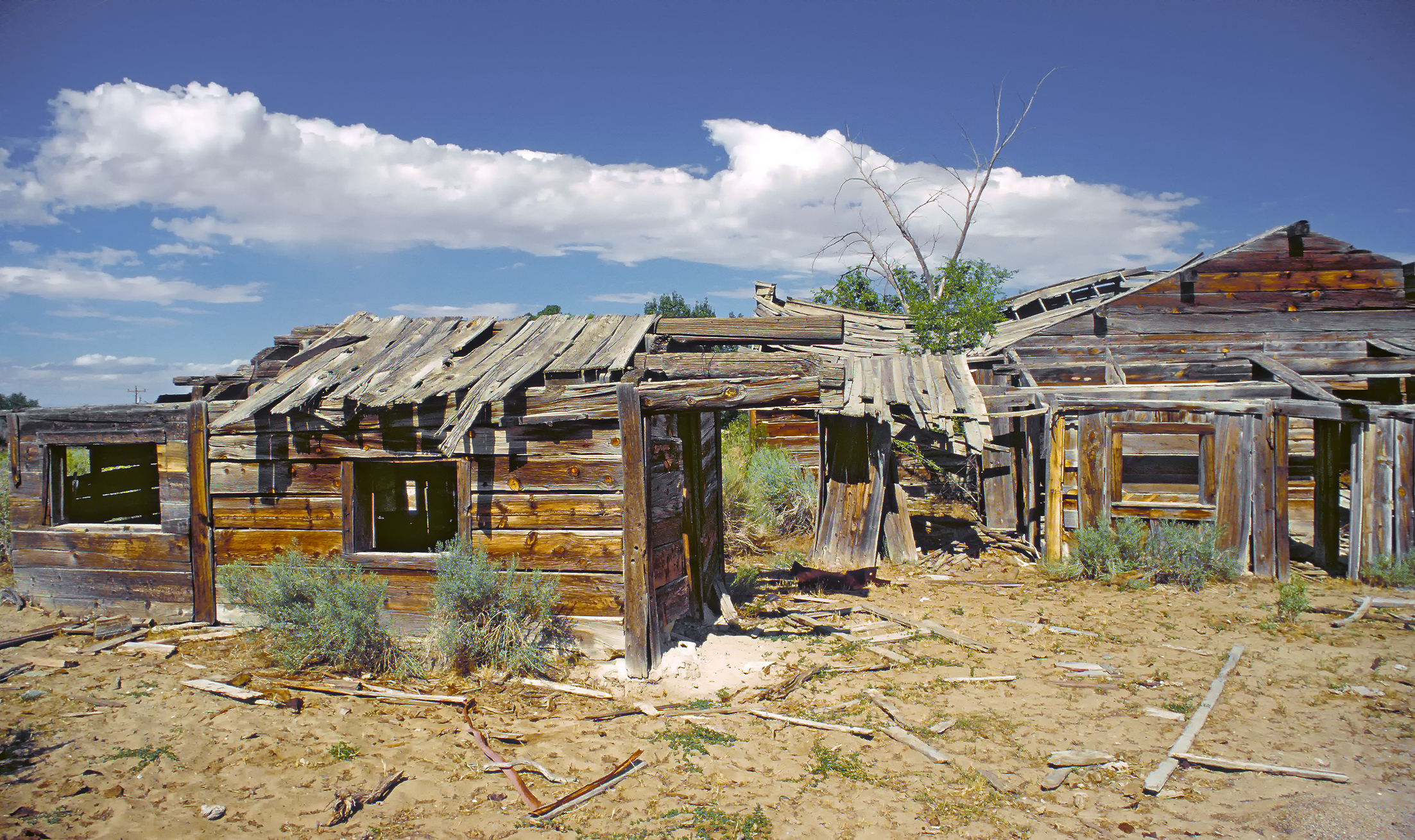
Des bâtiments délabrés dans la ville fantôme de Frisco en 1997.

Frisco est une ville fantôme située dans le comté de Beaver, Utah, aux États-Unis. Elle fut un camp minier actif de 1879 à 1929.
À son apogée, en 1885, Frisco était une ville florissante de 6 000 personnes.

## Histoire
Frisco s'est développé à partir d'un bureau de poste d'un centre commercial pour le District minier de San Francisco, et a été le terminus de l'extension de Milford du Chemin de Fer de l'Utah du Sud.  La mine d'argent Horn a été découverte en 1875, et a produit $20,267,078 dollars de minerai en 1910. En 1885, des minerais de zinc, de cuivre, de plomb, d'argent, et d'or, d'une valeur de plus de $60.000.000 dollars avaient été transportés depuis Frisco, extraits de nombreuses mines de la région.
Avec 23 saloons, Frisco était connue comme étant la ville du Grand Bassin où la loi s'y appliquait le moins. Le meurtre y était commun, et l'eau potable devait y être expédiée.
La situation de Frisco changea subitement le 13 février 1885, lorsque la mine d'argent Horn s'est effondrée sur elle-même. C'était une mine non conventionnelle, creusée à ciel ouvert à 900 pieds de profondeur, et renforcée avec des poutres, et qui menaçait de s'effondrer à tout moment.
En 1905, une paroisse des Saints des derniers-jours fut créée, mais en 1911, avec la fermeture de nombreuses mines, les membres de l'église quittèrent la paroisse et elle fut abandonnée.
Après de nombreuses années d'abandon, une autre entreprise tenta d'y mener des opérations minières, en 2002.

## Géographie
Frisco est situé à 38° 27′ 35″ N, 113° 15′ 32″ O. Son altitude est de 6 500 pieds (1 981,2 m).

## Démographie
En 1885, le pic de population a été de près de 6 000 habitants.
| Année     | Population |
| --------- | ---------- |
| 1880      | 800        |
| 1900      | 500        |
| 1912      | 150        |
| 1918      | 300        |
| 1922-1923 | 100        |
| 1927-1928 | 100        |